# Wiktor Masłow (ur. 1949)
Wiktor Borysowycz Masłow, ukr. Віктор Борисович Маслов, ros. Виктор Борисович Маслов, Wiktor Borisowicz Masłow (ur. 31 marca 1949 w obwodzie połtawskim) – ukraiński piłkarz, grający na pozycji pomocnika, trener piłkarski.

## Kariera piłkarska

### Kariera klubowa
W 1966 rozpoczął karierę piłkarską w klubie połtawskim klubie, który wtedy nazywał się Kołos Połtawa, Silbud Połtawa, a potem Budiwelnyk Połtawa. W 1969 przeszedł do Czornomorca Odessa, w którym spędził 4 sezony. W 1973 przeniósł się do Dnipra Dniepropetrowsk, skąd w następnym sezonie przeszedł do Dynama Kijów. Ale po jednym "złotym" sezonie powrócił do Dnipra, w którym występował do 1978. Na pół sezonu powrócił do Kołosu Połtawa, w którym zakończył karierę piłkarską.

## Kariera trenerska
Po zakończeniu kariery piłkarskiej rozpoczął karierę trenerską. Od 1988 pracował w systemie klubu Dnipro Dniepropetrowsk. Pełnił w nim funkcję administratora, kierownika i asystenta trenera. W sezonie 2002/03 prowadził drugą drużynę Dnipra. Oprócz tego trenował kluby Temp Szepietówka (asystent), Tawrija Chersoń i Worskła Połtawa. Na przełomie wieków trenował dzieci w klubie Dnipro-Majn Dniepropetrowsk. W sezonie 2005/06 oraz od 30 sierpnia 2010 roku do 19 sierpnia 2012 prowadził Stal Dnieprodzierżyńsk

## Sukcesy i odznaczenia

### Sukcesy klubowe
- mistrz ZSRR: 1974

### Odznaczenia
- tytuł Mistrza Sportu ZSRR: 1973